# 大观桥水库
大观桥水库是中国湖北省荆门市京山县境内的一座水库，位于西河支流上，建于1964年。水库正常库容为2213万立方米，集雨面积为64平方千米，海拔为61米。